# 肯尼·馬強特
肯尼·馬強特（Kenny Marchant；1951年2月23日—）是美國的一位政治人物。自2005年開始，他是德克薩斯州第24選舉區選出的美國眾議院議員。他的黨籍是共和黨。馬強特在成為國會議員之前曾是得克薩斯州眾議院議員。